# Gabriel Valencia
Gabriel Valencia (1799 - 1848) foi um político e militar mexicano. Ocupou o cargo de presidente do México de 30 de Dezembro de 1845 a 2 de Janeiro de 1846. Algum tempo mais tarde, durante a guerra Mexicano-Americana comandou as tropas mexicanas envolvidas na batalha de Contreras em agosto de 1847, a qual se traduziu por uma derrota mexicana.